# Szematyzm Królestwa Galicji i Lodomerii z Wielkim Księstwem Krakowskim
Szematyzm Królestwa Galicji i Lodomerii z Wielkim Księstwem Krakowskim (niem. Schematismus für die Königreiche Galizien und Lodomerien) – austriacki rocznik wydawany w latach 1782–1914 w języku niemieckim, a od roku 1870 również w języku polskim, zawierający schemat organizacyjny władz administracyjnych określonego regionu lub państwa. 
Wydawany początkowo przez Gubernium Galicyjskie a następnie od 1855 przez Namiestnictwa Lwowskie i Krakowskie, a od 1860 Namiestnictwo Galicyjskie.
Szematyzmy galicyjskie zawierały spisy nazwisk urzędników zatrudnionych w poszczególnych instytucjach c.k. administracji, zarówno autonomicznej jak i państwowej. Szematyzmy podają także wykazy nauczycieli, lekarzy, inżynierów, adwokatów oraz innych prawników pracujących na terenie Galicji. Co ważniejsze zawierają one także szereg innych informacji, np. spisy właścicieli ziemskich, dane dot. władz duchownych wszystkich wyznań, składy władz oraz wykazy członków organizacji społecznych, gospodarczych, dobroczynnych i kulturalnych, a także wykazy fundacji.
W niektórych rozdziałach Szematyzm zawiera dane z poprzednich lat, np. dotyczące liczby mieszkańców ustalonych w trakcie spisów statystycznych. Rocznik rozpoczyna się od wykazu zmian personalnych jakie zaszły w czasie od poprzedniego druku. Następne strony zatytułowane jako "Treść" odbiegają znaczeniowo od dzisiejszego pojęcia spisów treści, ponieważ nie uwidaczniają kolejności rozdziałów, lecz ujmują zawartość treściową w porządku alfabetycznym, z wyjątkiem pocztu c.k. gubernatorów i namiestników Galicji od czasu przyłączenia tej prowincji do monarchii austriackiej. Każdy rocznik zawiera indeks nazwisk.